# آدم روذرفورد
آدم روذرفورد (بالإنجليزية: Adam Rutherford) هو عالم وراثة بريطاني، ولد في يناير 1975 في إبسوتش في المملكة المتحدة.

## وصلات خارجية
- آدم روذرفورد على موقع IMDb (الإنجليزية)
- آدم روذرفورد على موقع ميوزك برينز (الإنجليزية)
- آدم روذرفورد على موقع قاعدة بيانات الفيلم (الإنجليزية)